# 트리가

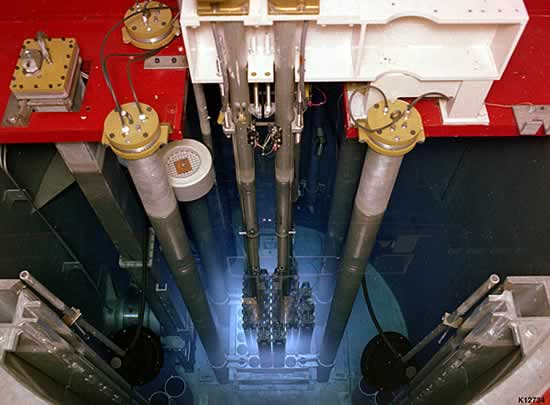
트리가 연구용 원자로의 노심. 체렌코프 효과로 푸른 빛을 내고 있다

트리가(TRIGA: Training, Research, Isotopes, General Atomics)는 미국 제네럴 아토믹스가 개발한 소형 연구용 원자로를 말한다. 프리먼 다이슨이 트리가 팀을 이끌었으며, 에드워드 텔러도 참여했다.
학부생 대학생이 운영해도 안전할 정도의 원자로를 목표로 개발했다.

## 대한민국
1959년 7월 이승만 정부는 문교부 원자력과를 신설하고 서울 공릉동에 최초의 연구용 원자로인 트리가 마크2호를 도입했다. 1959년 7월 14일 착공된 후, 3년만인 1962년 열출력 100Kwt의 연구로 1호기가 가동되었으며, 1979년에 250Kwt로 출력을 올렸고, 1995년 1월 가동을 멈췄다.
당시 미국은 ‘원자력의 평화적 이용(Atom for Peace)’ 선언에 따라, 연구로를 세계 각국에 보급하고 있었고, 적극적으로 원자력 도입을 원하는 대한민국에도 문호를 열었다. 트리가 마크2호를 국내에 들여오기로 하자, 총 73만2천 달러의 구입 비용 중 절반 가까운 35만 달러를 미국 정부로부터 무상 차관을 받았다. 대한민국 정부가 나머지 38만2천 달러를 부담했다.
1969년 4월 18일 박정희 정부는 9억 5,400만원의 예산을 책정, 서울 공릉동에서 열출력 2Mwt의 연구용 원자로 트리가 마크3를 기공했다. 1972년 첫 임계에 도달해 가동에 들어갔다. 열출력 2Mwt이다. 이들 연구용 원자로는 의료용 방사성동위원소 생산과 중성자 관련 연구, 원자력 인력의 교육과 훈련 등에 이용되었다.

## 같이 보기
- HPM